# Lacul Michigan
Lacul Michigan (în limba engleză: Lake Michigan) este unul din cele cinci Mari Lacuri din America de Nord, și singurul aflat în întregime pe teritoriul SUA. El este mărginit, de la vest la est, de statele Wisconsin, Illinois, Indiana și Michigan. Numele pare a proveni din limba amerindienilor ojibwe (anishinaabe, chippewa), unde mishigami înseamnă "apă mare".

## Geografie

Lacul Michigan şi celelalte Mari Lacuri

Cu o suprafață de 58.016 km², Lacul Michigan este cel mai mare lac (ca suprafață) aflat în întregime pe teritoriul unei singure țări (ca volum, Lacul Baikal din Rusia este mai mare) și al cincilea lac ca suprafață. Are o lungime de 494 km și o lățime de 190 km, lungimea țărmurilor fiind de 2.633 km. Adâncimea medie este de 85 m, iar cea maximă de 281 m. Conține un volum de cca. 4918 km3 de apă. Se află la o altitudine de 176 m deasupra nivelului mării , la fel ca și Lacul Huron, cu care comunică prin Strâmtoarea Mackinac, ceea ce face ca din punct de vedere geologic și hidrologic să formeze un singur lac (uneori numit Lacul Michigan-Huron). Acest ansamblu formează cel mai mare lac de apă dulce din lume, ca suprafață. În mod convențional se consideră că limita dintre cele două lacuri este marcată de Podul Mackinac.

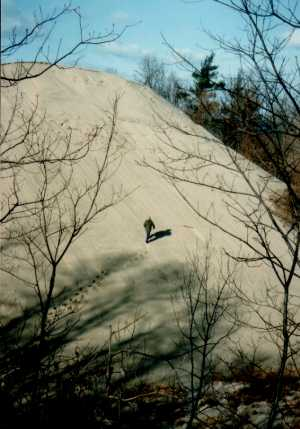
Dună de nisip pe malul lacului Michigan, în parcul național Indiana Dunes

Plajele de pe coasta vestică și din nordul extrem al coastei estice sunt pietroase, pe când plajele din sud și est sunt nisipoase și acoperite de dune. Aceasta se datorează în parte vânturilor predominante dinspre vest, care iarna duc la acumulări mari de gheață pe malul estic al lacului. Nisipul de pe plajele lacului, de culoare alburie este cunoscut ca „nisip cântător”, datorită sunetului strident făcut atunci cănd se calcă pe el (cauzat de conținutul ridicat de cuarț) 
Țărmurile lacului Michigan sunt singurul loc din lume în care se găsesc așa-numitele pietre petoskey, de fapt schelete pietrificate de corali, care au fost declarate pietre reprezentative ale statului Michigan.

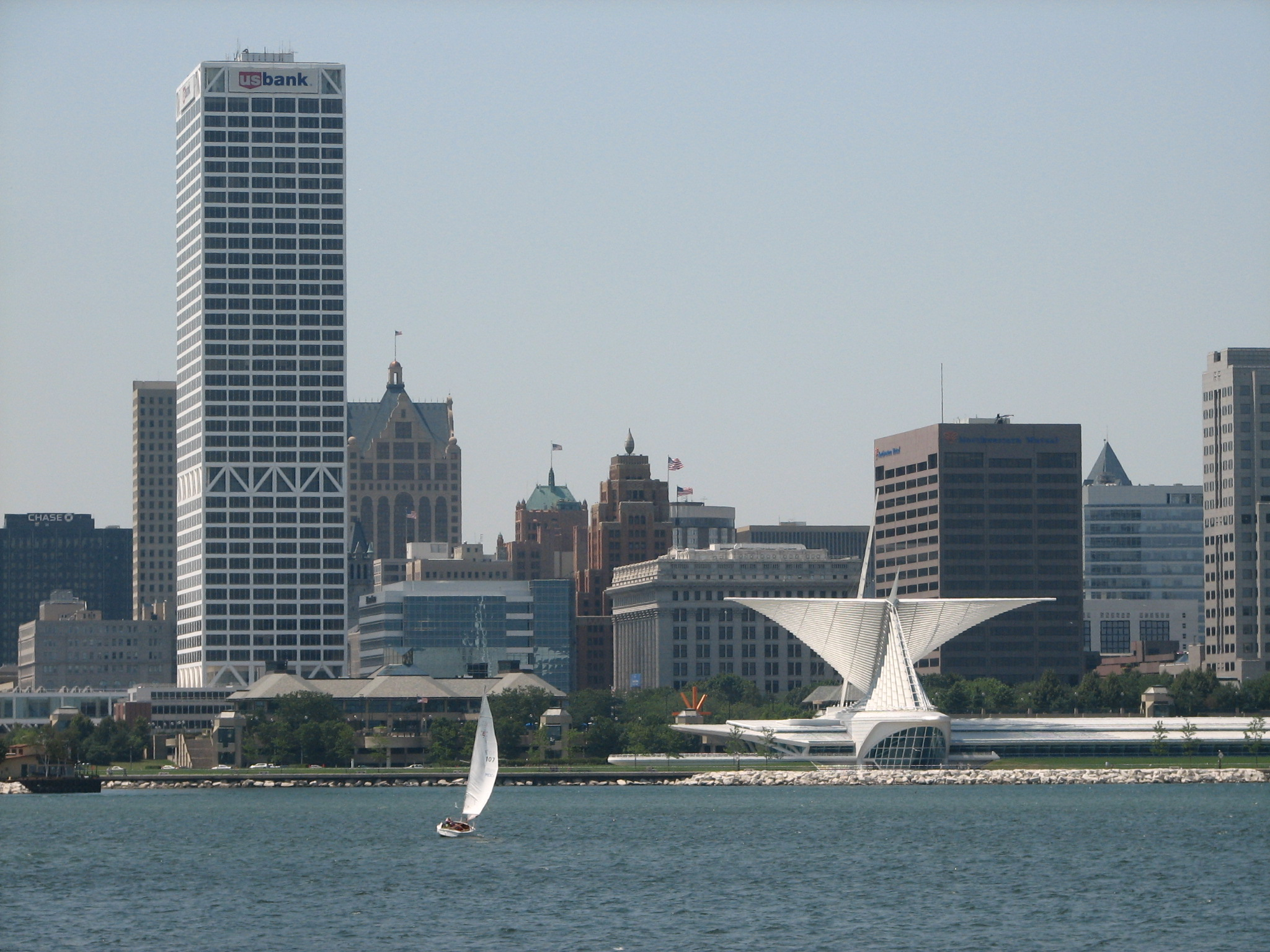
Ţărmul lacului Michigan la Milwaukee

### Afluenți și defluenți
Cele mai importante râuri care se varsă în lacul Michigan sunt:
- St. Joseph
- Kalamazoo
- Menominee
- Grand
- Manistee
- Muskegon
- Escanaba
- Fox

Râul Fox se varsă în Green Bay, un golf care reprezintă cel mai important element geografic de pe malul vestic al lacului.
Râul Chicago curge în prezent dinspre lacul Michigan spre vest, dar până în anul 1900 el se vărsa în lac. Cursul său a fost inversat cu ajutorul unei serii de ecluze pentru a se păstra calitatea apei din lac.

### Insule
- Beaver
- Insula Manitou de Nord
- Insula Manitou de Sud
- Washington
- Rock

### Orașe principale
Pe malurile lacului Michigan trăiesc circa 12 milioane de oameni. Partea de nord a lacului este mai puțin populată și cuprinde numeroase localități folosite ca destinații de vacanță pentru locuitorii din capătul sudic, puternic industrializat. Printre orașele cu peste 30000 de locuitori de pe malurile lacului Michigan se numără:
| Illinois - Chicago - Evanston - Highland Park - North Chicago - Waukegan |  | Indiana - East Chicago - Gary - Hammond - Michigan City - Portage |  | Michigan - Holland - Muskegon - St. Joseph - Benton Harbor |  | Wisconsin - Green Bay - Kenosha - Manitowoc - Milwaukee - Racine - Sheboygan |

## Istoric
Zona lacului Michigan a început să fie locuită cu peste 14000 de ani în urmă.
Printre cei mai vechi locuitori din zona lacului Michigan se numără purtătorii tradiției Hopewell.. După anul 800, locul lor a fost luat de triburi din perioada Woodland târzie. Descendenții acestora se regăsesc în triburile ojibwe,  menominee, sauk, fox, winnebago, miami, ottawa și potawatomi.
Se consideră că primul european care a ajuns în zona lacului Michigan a fost francezul Jean Nicolet în 1634
După 1660, francezii, prin Louis Jolliet, Jacques Marquette și René-Robert Cavelier, Sieur de La Salle au explorat mai temeinic zona și au fondat numeroase forturi. În 1763, prin tratatul de la Paris (1763), regiunea Marilor Lacuri a trecut în posesiune britanică odată cu toate posesiunile franceze din America de Nord. În 1796, ca urmare a tratatului de la Londra, britanicii au cedat o parte din regiune Statelor Unite ale Americii, alte zone urmând în 1818.